# Vemac
Vemac es un fabricante británico de automóviles deportivos que se especializa en vehículos de baja producción, los cuales son diseñados por Tokyo R&D Co. Ltd. en Japón y la propia compañía en su sede en Inglaterra.

## Visión general
Debido a la popularidad del coche de carreras Cadwell, Osamu Hatakawa (ahora consejero de Tokyo R&D Co. Ltd.), que estaba a cargo del sitio en ese momento, le propuso al director de la compañía, Masao Ono, "Hagamos una versión de carretera de Cadwell".
Fue desarrollado en Inglaterra, el hogar de los autos deportivos, con la cooperación del viejo amigo de Ono y expiloto de carreras Chris Craft. Además, para producir y vender Vemac, en 1998 se estableció Vemac como una empresa conjunta con Tokyo R&D con la cooperación del empresario de TI Vernon Fotheringham.
En 1999, el modelo de arcilla terminado se transportó a Inglaterra, donde se denominó oficialmente proyecto "CR (Cadwell Road version, versión de carretera del Cadwell)", y se continuó con el desarrollo de la carrocería y el chasis. En 2000, se lanzó el Vemac RD180.
Para evitar el riesgo de desarrollo interno, se adoptó el motor de 4 cilindros en línea de Honda, que tiene una potencia y un desempeño ambiental excelentes, y la transmisión desarrollada internamente se montó verticalmente en el centro del barco. El marco adopta un marco espacial de tubo de acero que tiene un historial probado en Tokyo R&D y lo mejoró en Inglaterra para reducir el peso, aumentar la rigidez y mejorar la seguridad.
El nombre del automóvil "VEMAC" se toma de las iniciales de los nombres de Vernon, Masao y Chris, quienes estuvieron profundamente involucrados en el desarrollo de este automóvil.

## Historial de competición
La compañía estuvo involucrada en el All Japan Grand Touring Car Championship desde 2002 hasta 2004, y posteriormente en el Super GT Japonés desde 2005 hasta 2012. Su primer automóvil de competición fue el RD320R, un prototipo de carreras diseñado para la categoría GT300. Posteriormente darían el salto a la categoría GT500 superior con el RD350R, el auto tendría la posibilidad de competir por el título general contra rivales como el Nissan Skyline GT-R, el Toyota Supra y el Honda NSX, sin embargo, su mejor resultado fue un 14° puesto con tan solo 2 puntos.

Luego de esa corta experiencia en la categoría superior, pasarían a competir de nuevo en la GT300 con el anterior RD320R, Vemac también suminstró automóviles a equipos clientes y no solo corriendo con R&D Sport como equipo de fábrica, además del RD320R con motor Honda C32B, también existirían variantes como el RD350R con el motor Zytek ZV348 y el RD408R con el motor Mugen MF458S.

## Lista de modelos
- Modelos de calle
  - Vemac RD180
  - Vemac RD200
- Modelos de competición
  - Vemac RD320R
  - Vemac RD350R
  - Vemac RD408R
- Modelos conceptuales
  - Vemac RD408H

## Apariciones en los medios
Debido a lo casi completamente desconocida que es la compañía, casi nunca ha aparecido en medios relevantes, sin embargo, se han podido ver modelos de la misma en algunos videojuegos, como el RD320R ( Vemac RD320R) en Total Immersion Racing y el RD350R (Vemac RD350R) en Sega GT Online.